# Benedetto Ubaldi
Benedetto Ubaldi, nato Benedetto Monaldi (Perugia, 1588 – Perugia, 18 gennaio 1644), è stato un cardinale e vescovo cattolico italiano.

## Biografia
Benedetto Ubaldi era figlio di Mario Monaldi e Zenobia Ubaldi (o Baldeschi); suo padre ottenne che la famiglia Monaldi ereditasse il nome e il titolo della famiglia Ubaldi, oltre al titolo, verso il 1635, di marchese di Migliano. Egli fu spesso citato come Benedetto Monaldi Baldeschi o Benedetto Baldeschi. Era, infatti, nipote di Monsignor Francesco Baldeschi, uditore della Sacra Rota e fratello della madre.
Suo fratello era Orazio Monaldi, vescovo di Gubbio e di Perugia.
Ubaldi studiò dapprima presso il Seminario di Perugia e poi, nel 1611, si laureò in Lettere presso l'Università di Perugia sotto la guida di Marco Antonio Bonciari.
Dopo la laurea, si trasferì per due anni ad Avignone assieme allo zio Francesco per studiare giurisprudenza . Tornato a Perugia, si trasferì subito a Roma su richiesta dello zio per studiare e praticare giurisprudenza.
Il 2 dicembre 1626, Benedetto Ubaldi fu nominato da papa Urbano VIII uditore della Sacra Rota, succedendo a suo zio Francesco, e, nel 1628, divenne uditore e datario del cardinale Antonio Barberini.
Fu poi legato in Lombardia (1628) e nel Ducato di Urbino nel 1631. Fu anche abate commendatario di San Bevignate, vicino a Perugia.
Fu creato cardinale diacono dal papa Urbano VIII in occasione del concistoro del 28 novembre 1633, ricevendo, il 9 gennaio 1634, il titolo dei Santi Vito e Modesto. Nell'occasione, su suggerimento dello zio, aggiunse al suo stemma le api barberiniane.
Il cardinale Ubaldi fu quindi legato a Bologna dal febbraio 1634 fino al 1637; fu eletto vescovo di Perugia il 2 aprile 1634 e fu consacrato la domenica 23 aprile presso la Cappella Sistina dal cardinale Antonio Barberini. Lasciò la guida della diocesi prima del 14 dicembre 1643 a suo fratello Orazio, che ne prese possesso il 29 dicembre dello stesso anno.
Morì a Perugia il 18 gennaio 1644 (secondo alcune fonti il 20) e fu sepolto nella chiesa di Santa Maria Nuova dei Servi.

## Genealogia episcopale e successione apostolica
La genealogia episcopale è:
- Cardinale Guillaume d'Estouteville, O.S.B.Clun.
- Papa Sisto IV
- Papa Giulio II
- Cardinale Raffaele Riario
- Papa Leone X
- Papa Paolo III
- Cardinale Francesco Pisani
- Cardinale Alfonso Gesualdo
- Papa Clemente VIII
- Cardinale Pietro Aldobrandini
- Cardinale Laudivio Zacchia
- Cardinale Antonio Barberini, O.F.M.Cap.
- Cardinale Benedetto Ubaldi

La successione apostolica è:
- Vescovo Paolo Pellegrini (1641)